# 义和团纪念馆
义和团纪念馆，位于河北省邢台市威县义和广场南端，是展示义和团历史的博物馆。

## 简介
威县是义和团运动的发源地，有义和拳议事厅旧址等多处史迹。在纪念义和团运动100周年之际，威县投资800多万元人民币兴建义和团纪念馆，2003年10月建成并对外开放，是县级革命纪念类纪念馆，也是中国唯一全面介绍义和团运动的大型纪念场馆。纪念馆位于威县县城义和广场南端，占地40亩，建筑面积5000平方米。馆外有中国史学会、中国义和团研究会立的“义和团运动一百周年纪念碑亭”和“义和团著名领袖赵三多纪念亭”。馆内陈列面积2000平方米，分为三个展厅。序厅陈列“民族之魂”大型群雕，第一、第二展厅用图片、实物、文字、景观等手段介绍了义和团运动的始末。馆藏有关义和团运动的兵器、乐器、图书、文字资料，其中图片500多张、文物260件。“重修张家庄保缮寨碑”是国家二级文物，“万宝符衣”是国家三级文物。
义和团纪念馆先后被中共河北省委、河北省人民政府列为“河北省爱国主义教育基地”，被河北省人民政府、河北省军区列为“河北省国防教育基地”。2012年被评为“全国AA级旅游景区”。